# 1517 az irodalomban
Az 1517. év az irodalomban.

## Új művek

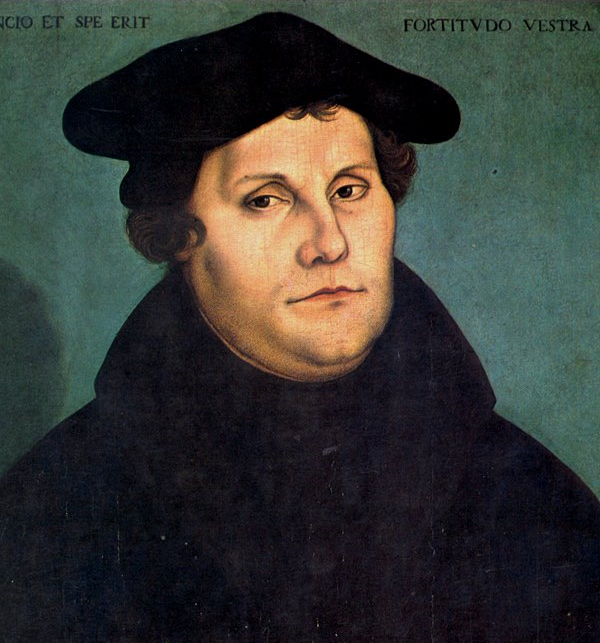
Luther Márton

- Megjelenik nyomtatásban Luther első könyve, a Hét bűnbánati zsoltár fordítása, amelyet – a Német teológiához hasonlóan – a nagyközönségnek szánt vallásos irodalomként.[1]
- Luther Márton 95 tétele – a reformáció kezdete. Philipp Melanchthon írása szerint Luther október 31-én a wittenbergi vártemplom kapujára is kifüggesztette a 95 tételt.

## Születések
- 1517. körül – Henry Howard, Surrey grófja, az angol reneszánsz költészet egyik megalapozója, műfordító; az Aeneis fordításakor elsőként használta az ún. blank verse formát[2] († 1547)